# Sciophila palmosa
Sciophila palmosa är en tvåvingeart som beskrevs av Soli 1997. Sciophila palmosa ingår i släktet Sciophila och familjen svampmyggor. Inga underarter finns listade i Catalogue of Life.